# Itaperuna (microregio)
Itaperuna is een van de 18 microregio's van de Braziliaanse deelstaat Rio de Janeiro. Zij ligt in de mesoregio Noroeste Fluminense en grenst aan de microregio's Campos dos Goytacazes, Santo Antônio de Pádua, Muriaé (MG), Alegre (ES) en Cachoeiro de Itapemirim (ES). De microregio heeft een oppervlakte van ca. 3.129 km². In 2006 werd het inwoneraantal geschat op 202.764.
Zeven gemeenten behoren tot deze microregio:
- Bom Jesus do Itabapoana
- Italva
- Itaperuna
- Laje do Muriaé
- Natividade
- Porciúncula
- Varre-Sai

Mesoregio's: Baixadas Litorâneas · Centro Fluminense · Metropolitana do Rio de Janeiro · Noroeste Fluminense · Norte Fluminense · Sul Fluminense

Microregio's: Bacia de São João · Baía da Ilha Grande · Barra do Piraí · Campos dos Goytacazes · Cantagalo-Cordeiro · Itaguaí · Itaperuna · Lagos · Macacu-Caceribu · Macaé · Nova Friburgo · Rio de Janeiro · Santa Maria Madalena · Santo Antônio de Pádua · Serrana · Três Rios · Vale do Paraíba Fluminense · Vassouras